# Secos e Molhados
Secos e Molhados est un groupe de musique brésilien fondé en 1971 à São Paulo.

## Biographie
Le groupe est formé à São Paulo en 1971 par Ney Matogrosso, João Ricardo (pt) et Gérson Conrad. Le premier album du groupe sort en 1973 et rencontre un vif succès en se vendant plus de 700 000 copies au Brésil. Le deuxième disque, sorti l'année suivante, est aussi très bien reçu. Peu après à la suite de divers désaccords le groupe se sépare, les membres poursuivent des carrières solos. João Ricardo relance le groupe à plusieurs reprises avec de nouveaux musiciens.

## Discographie
- 1973 : Secos & Molhados
- 1974 : Secos & Molhados II
- 1978 : Secos e Molhados III
- 1980 : Secos e Molhados IV
- 1988 : A Volta do Gato Preto
- 1999 : Teatro?
- 2000 : Memória Velha
- 2003 : Ouvido Nu
- 2007 : Puto
- 2011 : Chato-Boy